# Irazunus ovatus
Irazunus ovatus är en mångfotingart som beskrevs av Loomis 1964. Irazunus ovatus ingår i släktet Irazunus och familjen Fuhrmannodesmidae. Inga underarter finns listade i Catalogue of Life.